# Montes Apenninus

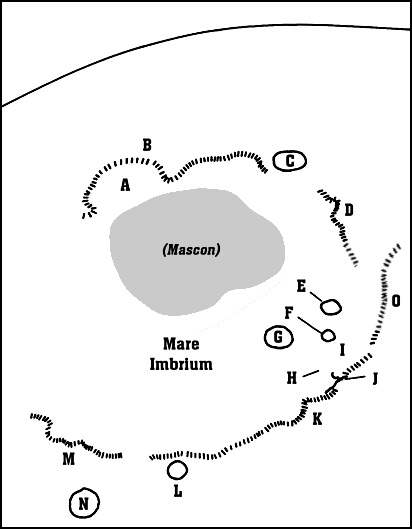
Detall de una carta lunar de la regió de la Mare Imbrium. Els Montes Apenninus estan indicats amb la lletra "K".

Montes Apenninus és la denominació científica d'una elevació rocallosa situada a la part Nord de la cara visible de la Lluna, batejada en al·lusió als Monts Apenins a Itàlia.
És de lluny la serralada més notable de la cara visible, té uns 3000 pics i s'estén en una corba continuada d'uns 401 km de diàmetre des del Mont Hadley, al nord fins al cràter Eratosthenes al sud.

## Situació
Els Montes Apenninus són el límit sud-oriental de la Mare Imbrium, i estan situats just a l'oest del Cràter Eratosthenes. A l'est dels Montes Apenninus es troba l'estreta franja que separa a la Mare Imbrium de la Mare Insularum, al sud. Més a l'oest, es troben els Montes Carpatus.
Des del cràter Eratosthenes, els Apenins lunars s'observen en forma d'una carena que gradualment s'arqueja d'est a nord-est acabant cap al Promontorium Fresnel, a latitud 29.5° N.

## Muntanyes
Els Apenins tenen les següents muntanyes batejades (d'est a oest):
- Mons Wolff
- Mons Ampère
- Mons Huygens
- Mons Bradley
- Mons Hadley Delta
- Mons Hadley

Els Mons Hadley Delta i Mons Hadley van ser l'escenari de la missió Apollo 15 i van aparèixer en nombroses imatges presses d'aquell esdeveniment.